# SZTE-Szedeák
El SZTE-Szedeák, más conocido como Naturtex-SZTE-Szedeák por motivos de patrocinio, es un equipo de baloncesto húngaro con sede en la ciudad de Szeged, que compite en la A Division, la máxima competición de su país. Disputa sus partidos en el Városi Sportcsarnok, con capacidad para 3,017 espectadores.

## Historia
Fundado en 1992, el club juega en la A Division desde la temporada 2010-2011 (8 temporadas). Las siglas de SZTE son la abreviatura de Szegedi Tudományegyetem, nombre húngaro de la Universidad de Szeged.
El equipo se proclamó campeón de la B Division en 2010, pero el mayor éxito del club fue quedar terceros de la Copa Húngara en 2017.

## Nombres
| Denominación               | Período       |
| -------------------------- | ------------- |
| Szegedi KE                 | 1992-1999     |
| Naturtex-Szedeák           | 2000-2002     |
| Sole-Szedeák               | 2002-2009     |
| Dél Konstrukt-SZTE-Szedeák | 2009-2011     |
| Naturtex-SZTE-Szedeák      | 2011–presente |

## Registro por Temporadas
| Temporada | Competición Doméstica | Competición Doméstica | Competición Doméstica | Competición Doméstica | Copa Húngara | Competición Europea |
| Temporada | División              | Liga                  | Posición              | Play-Offs             | Copa Húngara | Competición Europea |
| --------- | --------------------- | --------------------- | --------------------- | --------------------- | ------------ | ------------------- |
| 2000–01   | 2ª                    | B Division            | 3º                    | –                     | –            | –                   |
| 2001–02   | 1ª                    | A Division            | 12º                   | –                     | –            | –                   |
| 2002–03   | 1ª                    | A Division            | 10º                   | –                     | –            | –                   |
| 2007–08   | 2ª                    | B Division            | 9º                    | –                     | –            | –                   |
| 2008–09   | 2ª                    | B Division            | 10º                   | –                     | –            | –                   |
| 2009–10   | 2ª                    | B Division            | 2º                    | Campeones             | –            | –                   |
| 2010–11   | 1ª                    | A Division            | 12º                   | –                     | –            | –                   |
| 2011–12   | 1ª                    | A Division            | 11º                   | –                     | –            | –                   |
| 2012–13   | 1ª                    | A Division            | 10º                   | –                     | –            | –                   |
| 2013–14   | 1ª                    | A Division            | 9º                    | –                     | –            | –                   |
| 2014–15   | 1ª                    | A Division            | 8º                    | Cuartos de final      | –            | –                   |
| 2015–16   | 1ª                    | A Division            | 12º                   | –                     | –            | –                   |
| 2016–17   | 1ª                    | A Division            | 9º                    | –                     | 3ª Plaza     | –                   |
| 2017–18   | 1ª                    | A Division            |                       |                       |              | –                   |

## Palmarés

### Liga
- B Division

-   -  Campeones (1): 2010
  - Terceros (1): 2001

### Copa
- Copa Húngara

-   - Terceros (1): 2017

## Jugadores destacados
| - Nedžad Mulić - Ivan Lilov - Zoltán Balogh - Tibor Bán - Dávid Csányi - Levente Csorvási - Milán Csorvási - Attila Deák - Attila Demeter - Gábor Drahos - Attila Farkas - Márkó Filipovics - Levente Gémes - Ákos Horváth - János Horváth - Péter Jakab - Levente Juhos - Attila Kiss - Zsolt Kiss - Ádám Kovács | - Attila Kovács - József Kovács - Zsolt Kukla - Zsolt Lakosa - Károly Meleg - János Mike - András Molnár - Áron Moravcsik - István Nyilas - Dávid Puszta - Ádám Révész - Péter Szablics - Attila Takács - Attila Tanács - Ákos Vágvölgyi - Ákos Varga - Dániel Varga - Zalán Varga - Ádám Wirth - Antanas Vilčinskas | - Darko Balaban - Marko Boltić - Andrija Cirić - Branko Jereminov - Dejan Majstorović - Milan Majstorović - Nemanja Miščević - Nenad Šulović - Vladimir Tica - Chip Armelin - Troy Brewer - John Gilchrist - Ledon Green - Anthony Gurley - John Holt - Anthony Jones - Jonathan Levy - Bryson McKenzie - Janou Rubin - Kevin Sims | - Anthony Tucker - Clayton Vette - Ryan Watkins - Jerrell Williams - Jozo Brkić - Štefan Fekete - Ivan Stefanović - Milan Šćekić - Nebojša Dukić - Tomislav Ivošev - Davorin Kuntić - Robert Laslo |